# Communauté de communes de la Région de Molsheim-Mutzig
Die Communauté de communes de la Région de Molsheim-Mutzig ist ein französischer Gemeindeverband mit der Rechtsform einer Communauté de communes im Département Bas-Rhin in der Region Grand Est. Sie wurde am 31. Dezember 1997 gegründet und besteht aus 18 Gemeinden. Der Verwaltungssitz befindet sich im Ort Molsheim.

## Mitgliedsgemeinden
| Gemeinde                                               | Einwohner 1. Januar 2022 | Fläche km² | Dichte Einw./km² | Code INSEE | Postleitzahl |
| ------------------------------------------------------ | ------------------------ | ---------- | ---------------- | ---------- | ------------ |
| Altorf                                                 | 1.414                    | 10,19      | 139              | 67008      | 67120        |
| Avolsheim                                              | 774                      | 1,83       | 423              | 67016      | 67120        |
| Dachstein                                              | 1.783                    | 7,46       | 239              | 67080      | 67120        |
| Dinsheim-sur-Bruche                                    | 1.501                    | 4,98       | 301              | 67098      | 67190        |
| Dorlisheim                                             | 2.616                    | 11,53      | 227              | 67101      | 67120        |
| Duppigheim                                             | 1.839                    | 7,38       | 249              | 67108      | 67120        |
| Duttlenheim                                            | 2.903                    | 8,60       | 338              | 67112      | 67120        |
| Ergersheim                                             | 1.455                    | 6,51       | 224              | 67127      | 67120        |
| Ernolsheim-Bruche                                      | 1.904                    | 6,59       | 289              | 67128      | 67120        |
| Gresswiller                                            | 1.661                    | 9,27       | 179              | 67168      | 67190        |
| Heiligenberg                                           | 703                      | 5,47       | 129              | 67188      | 67190        |
| Molsheim                                               | 9.359                    | 10,85      | 863              | 67300      | 67120        |
| Mutzig                                                 | 6.094                    | 8,01       | 761              | 67313      | 67190        |
| Niederhaslach                                          | 1.394                    | 6,63       | 210              | 67325      | 67280        |
| Oberhaslach                                            | 1.753                    | 25,22      | 70               | 67342      | 67280        |
| Soultz-les-Bains                                       | 951                      | 3,55       | 268              | 67473      | 67120        |
| Still                                                  | 1.806                    | 23,20      | 78               | 67480      | 67190        |
| Wolxheim                                               | 965                      | 2,92       | 330              | 67554      | 67120        |
| Communauté de communes de la Région de Molsheim-Mutzig | 40.929                   | 160,19     | 256              | –          | –            |